# Salud de la mujer

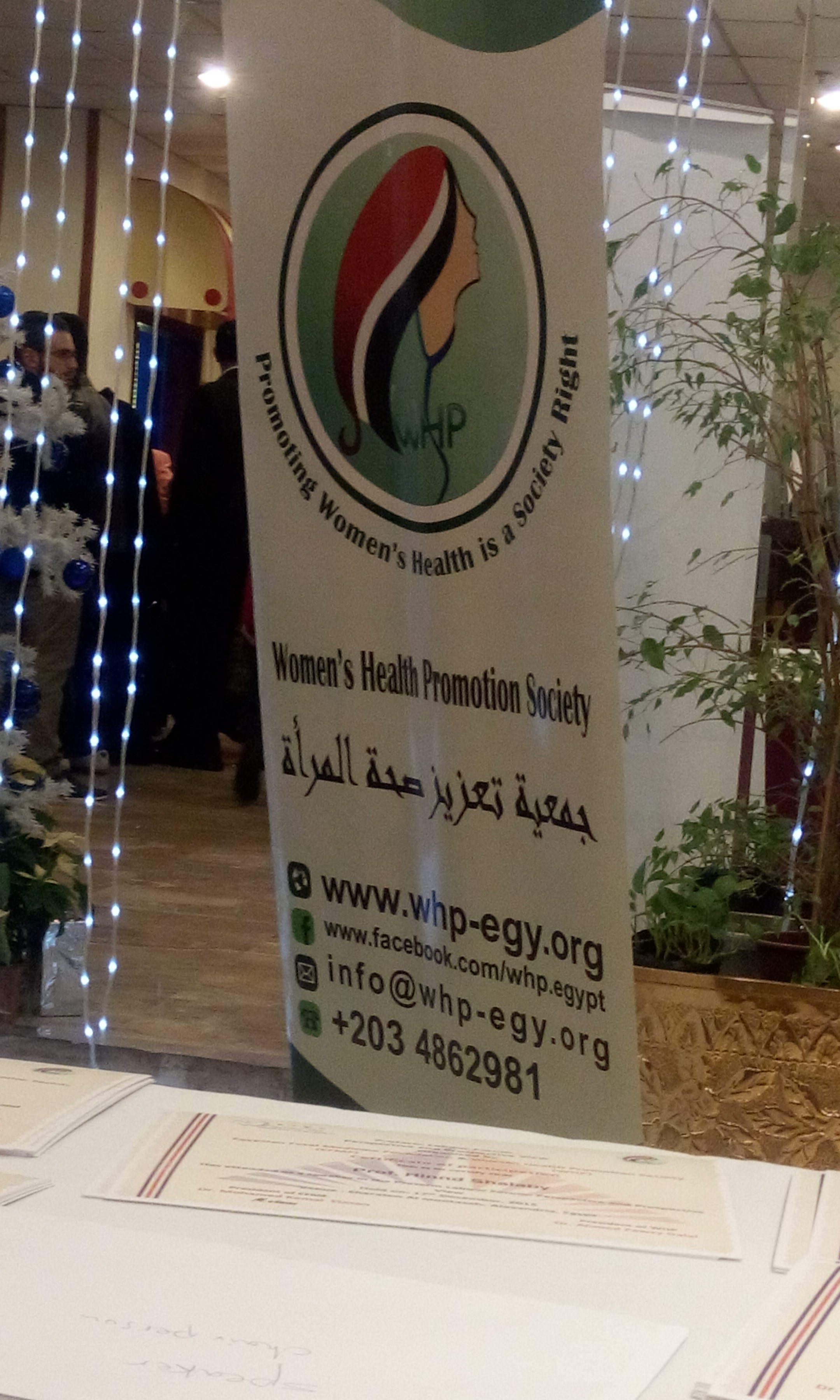
Cartel anunciando una campaña de promoción de la salud de la mujer en Egipto.

Se utiliza el término salud de la mujer para hacer referencia a temáticas relacionadas con el bienestar y equilibrio físico, mental y emocional de las mujeres, con un enfoque en materia de igualdad de género. Dichas temáticas están relacionadas con la igualdad de género, violencia de género, atención a la salud de la mujer en sus diferentes etapas de vidas, así como prevención y tratamiento de enfermedades que mayoritaria o exclusivamente a las mujeres.

## Antecedentes
A partir de que en los tratados de derechos humanos existentes se estableció la no discriminación por motivo de género y la creación de la Convención sobre la eliminación de todas las formas de discriminación contra la mujer que entró en vigor en 1981 se comenzaron a realizar políticas para la protección de la salud de la mujer, así como campañas sobre prevención de enfermedades con el objetivo de proveer la salud de la mujer como parte de ofrecer la igual de derechos entre hombre y mujeres.
Desde el 28 de mayo de 1987, se celebraba el Día Internacional de acción por la Salud de las Mujeres para reivindicar que se ponga el foco en las especificidades que requieren las mujeres en la detección y tratamiento de las enfermedades que padecen, para lograr su bienestar y mantener saludables. La efeméride tiene su origen en la reunión de integrantes de la Red Mundial de mujeres por los Derechos Sexuales Reproductivos que tuvo lugar en Costa Rica, donde se acordó celebrar este día con el objetivo de reafirmar el derecho a la salud como derecho humano de las mujeres y para intentar cambiar las prácticas peligrosas para su salud.
En la Declaración y plataforma de acción de Beijing, elaborada en el marco de la Cuarta Conferencia Mundial sobre las Mujeres que se celebró en 1995 en Pekín, se definió un concepto de salud y se recogió la existencia de ciertas problemáticas y medidas específicas en su apartado «Mujer y salud». En dicha declaración se definió que: «Salud no es solo la ausencia de enfermedades o dolencias, sino un estado de pleno bienestar físico, mental y social» así como estipula que «la salud de la mujer incluye su bienestar emocional, social y físico y que la determinan tanto factores biológicos como el contexto social, político y económico en que vive».